# ناحیه مظفرآباد
ناحیه مظفرآباد (به انگلیسی: Muzaffarabad District) یکی از ناحیه‌های پاکستان در پاکستان است که در مظفرآباد واقع شده‌است. ناحیه مظفرآباد ۱٬۶۴۲ کیلومتر مربع مساحت و ۶۵۰٬۳۷۰ نفر جمعیت دارد.